# Wilfried Posch
Wilfried Posch (* 1940) ist ein österreichischer Architekt.

## Leben
Wilfried Posch studierte von 1966 bis 1971 an der Akademie der bildenden Künste Wien in der Meisterschule für Architektur und Institution für Städtebau bei Roland Rainer. Von 1974 bis 1976 machte er ein Doktoratsstudium an der Technischen Universität Graz, 1984 Habilitation an der TU Graz mit Lehrbefugnis für Raumordnung und Stadtbaugeschichte.
Von 1972 bis 1978 war er Mitarbeiter des Ateliers von Roland Rainer und Ernst Wilhelm Heiss mit Forschungen in China, Gutachten über Autobahnführung im Raum Heiligenkreuz, Gutachten über Donauüberquerung der Wiener U-Bahn, örtliche Raumplanungen und Bebauungspläne für die Gartenstädte Puchenau bei Linz, Attnang-Puchheim und der Wohnsiedlung Leonfeldnerstraße in Linz.
Von 1976 bis 1995 war Posch Assistenzprofessor am Institut für Planungsgrundlagen der Akademie der bildenden Künste in Wien. 1995 wurde er Leiter der Lehrkanzel für Städtebau und Wohnungswesen an der Universität für künstlerische und industrielle Gestaltung Linz und war von 2000 bis 2003 Vorsitzender des Universitätskollegiums.
Im Jahr 1985 wurde er selbständiger Architekt und staatlich befugter und beeideter Ziviltechniker in Gumpoldskirchen.

## Anerkennungen
- 1984 Ludwig-Jedlicka-Gedächtnispreis

## Publikationen
- Lebensraum Wien. Die Beziehung zwischen Politik und Stadtplanung 1918–1954. Dissertation zur Erlangung des akademischen Grades eines Doktors der technischen Wissenschaften, Technische Universität Graz 1976.
- Die Wiener Gartenstadt-Bewegung. Reformversuch zwischen erster und zweiter Gründerzeit. Edition Tusch, Wien 1981, ISBN 978-3-85063-111-2.
- Clemens Holzmeister. Architekt zwischen Kunst und Politik. Mit einem Werkverzeichnis von Monika Knofler, Müry Salzmann Verlag, Salzburg 2010, ISBN 978-3-99014-020-8.
- Curt Kühne. Bauten der Stadt Linz. Bibliothek der Provinz, Weitra 2010, ISBN 978-3-900000-99-8.